# Kathlow
Kathlow (niedersorbisch Kótłow, abgeleitet von „Kessel“) ist ein Ortsteil der Gemeinde Neuhausen/Spree im brandenburgischen Landkreis Spree-Neiße.
Die erste urkundliche Erwähnung von Kathlow geht auf das Jahr 1434 zurück, damals mit dem Namen Catlow. Von 1434 bis 1782 war Kathlow im Gutsbesitz der Familie von Pannwitz.

## Lage und Erreichbarkeit
Kathlow liegt an der Landesstraße 49 (ehemals B 122) zwischen Cottbus und Forst/Lausitz unweit des Tagebaus Jänschwalde ungefähr zehn Kilometer nordöstlich von Neuhausen.

## Ortsvorsteher und Einwohnerzahlen
Der Ortsvorsteher ist Olaf Wieder, seine Stellvertreter sind Karsten Latzke und Susan Schäfer.
Der Ortsteil hat 123 Einwohner (Stand 31. Dezember 2018).

## Wappen
Das Wappen entstand im Jahr 2016 nach Recherchen durch Hartmut Schatte. Es teilt sich in drei Bereiche. Im linken weißen Feld befindet sich das Symbol eines Turmhügels, den es mindestens seit dem 14. Jahrhundert als Schutz- und Trutzburg gab. Die Kirchglocke von 1497 im rechten oberen Feld verkörpert die Existenz einer kleinen Kapelle bereits im Mittelalter. Das untere blaue Feld weist auf den Wasser- und Fischreichtum der Gemarkung hin, das darauf befindliche Wasserrad auf den Ortsteil und die Produktionsanlage Kathlower Mühle. Die Farben rot und blau (oder schwarz) nehmen Bezug auf den Jahrhunderte währenden Besitzgeschichte derer von Pannwitz.

## Wasserschloss Kathlow
Zum Schutz des Ortes legten die Kathlower Herren eine Wasserburg an, die in der ursprünglichen Form als frühdeutscher Turmhügel (Baudenkmal Nr. 156) klassifiziert wurde. Mit dem Aufkommen der eisernen Kanonen Ende des 15. Jahrhunderts verloren Burgen zunehmend ihre Bedeutung und wurden zu komfortablen Wohnsitzen umgebaut. Befand sich der Turmeinstieg zu Beginn noch mehrere Meter hoch, zu erreichen nur über eine Leiter, die man bei Gefahr leicht einziehen konnte, so verfügte das spätere Wasserschloss über ein ebenerdiges Tor. Das Wasserschloss war in frühester Zeit von einem mehr als sieben Meter breiten Graben umschlossen. Die Außenmauern des Gebäudes waren knapp zwei Meter dick, die Innenwände etwa einen Meter dick.
Mit der Zeit verfiel das Schloss immer mehr. In einem Zeitungsbericht aus den 1930er Jahren ist nur noch von einer „Ruine eines ehemaligen Schlosses“ die Rede. Zu dieser Zeit standen lediglich noch die Grundmauern.
Der Archäologe und Denkmalpfleger Günter Wetzel nahm die Ruine 1967 in Augenschein und 1972 erfolgten Probegrabungen.
Heute ist von dem einstigen Wasserschloss nur der Keller erhalten geblieben, jedoch nicht zugänglich.

## Kapelle Kathlow
Im 19. Jahrhundert kam es zum Neubau der evangelischen Kapelle im neoromanischen Baustil. Die Mittel dafür kamen aus der „von Schöningsche Stiftung“. Namensgeber der Stiftung ist der damalige Gutsbesitzer von Sergen und Kathlow, Carl August von Schöning (1773–1807). Die Güter stammten aus dem Besitz von Anton von Pannwitz (1723–1782), dessen Ehe mit Anna Helene von Schöning kinderlos geblieben war und über sie an ihren Sohn weitervererbt wurden. Auch Carl August von Schöning starb kinderlos in Sergen und sein Besitz ging an die von ihm gegründete Stiftung über. Heute gehört die Kapelle zum Eigentum der Gemeinde Neuhausen/Spree. Die Glocke der Kapelle stammt aus dem 15. Jahrhundert und wurde bis zum Krieg als Feueralarmglocke genutzt. Erst nach dem Zweiten Weltkrieg wurde sie als Ersatz der eingeschmolzenen Kapellenglocke verwendet.
Während des Zweiten Weltkriegs diente der Kapellenraum als Lazarett. Das Gebäude wurde jedoch bei Kämpfen um Kathlow von einer Granate getroffen, so dass erhebliche Schäden an der Fassade und im Innenraum der Kapelle entstanden. Diese wurden notdürftig repariert, wobei die Schadstelle im Innenraum noch lange sichtbar war. Da die Kapellenbänke im Krieg als Brennholz genutzt wurden, mussten nach Kriegsende sechs neue Bänke angefertigt werden, welche noch heute in Gebrauch sind.
In den Nachkriegsjahren diente der Dachboden der Kapelle zum Trocknen von Tabak, den die Bauern auf Grund staatlichen Zwanges auf ihren Feldern abbauen mussten.
Kathlow gehörte zum Kirchensprengel Kahren und bis 1973 fanden regelmäßige Gottesdienste in der Kapelle statt. Nach 1973 begann der langsame Zerfall der Kapelle.
Seit dem 17. August 1997 fanden die Gebeine von Christoph von Pannwitz und seiner Frau Katharina, welche mit 23 Jahren im Kindbett starb, gemeinsam mit Eva Lucretia von Pannwitz ihre letzte Ruhe in der Kathlower Kapelle. Man entdeckte diese während Schachtarbeiten für ein Wohnhaus und legte sie frei. Mit der Dachsanierung im Jahr 2005 wurde die Kapelle zu neuem Leben erweckt. Seitdem finden regelmäßig musikalisch kulturelle Veranstaltungen statt. Zur Tradition zählen ein jährliches Adventssingen und ein Fest in den Sommermonaten mit wechselnden Themen. Auch Künstler, Chöre, Sänger und Solisten nutzen die Kapelle als Plattform.
Außerdem fand im Jahr 2008 eine originalgetreue Restaurierung des Innenraumes im Schinkelstil, der Sakristei, der Innentrepp, der Patronatslogen, der Glocke sowie der Fenster statt. Im Jahr 2010 konnte noch die Eingangstür und im Jahr 2013 der Außenbereich erneuert werden. Im Jahr 2014 wurde die Renovierung mit der Restaurierung der originalgetreuen Holzkassettendecke abgeschlossen. Am 22. April 2014 wurde die Kapelle von einem Blitz getroffen. Dabei gab es starke Schäden an der Elektroanlage, wobei es glücklicherweise nicht zu einem Brand kam.
Seit dem Jahr 2015 kann die Kapelle wieder für standesamtliche Trauungen genutzt werden.